# Szczyty (Baborów)
Szczyty (deutsch Tscheidt, 1936–1945 Maxwaldau) ist ein Ort in der Landgemeinde Baborów im Powiat Głubczycki der Woiwodschaft Opole in Polen.

## Geographie
Das Straßendorf Szczyty liegt sechs Kilometer östlich von Baborów, 20 Kilometer südöstlich von Głubczyce (Leobschütz) und 68 Kilometer südlich von Opole (Oppeln). Östlich verläuft die Grenze zur Woiwodschaft Schlesien. Der Ort liegt in der Nizina Śląska (Schlesische Tiefebene). Durch den Ort verlaufen die Woiwodschaftsstraßen Droga wojewódzka 417 und Droga wojewódzka 421.
Nachbarorte von Szczyty sind im Nordwesten Matzkirch (Maciowakrze) und im Nordosten Koza (Heinrichsdorf).

## Geschichte

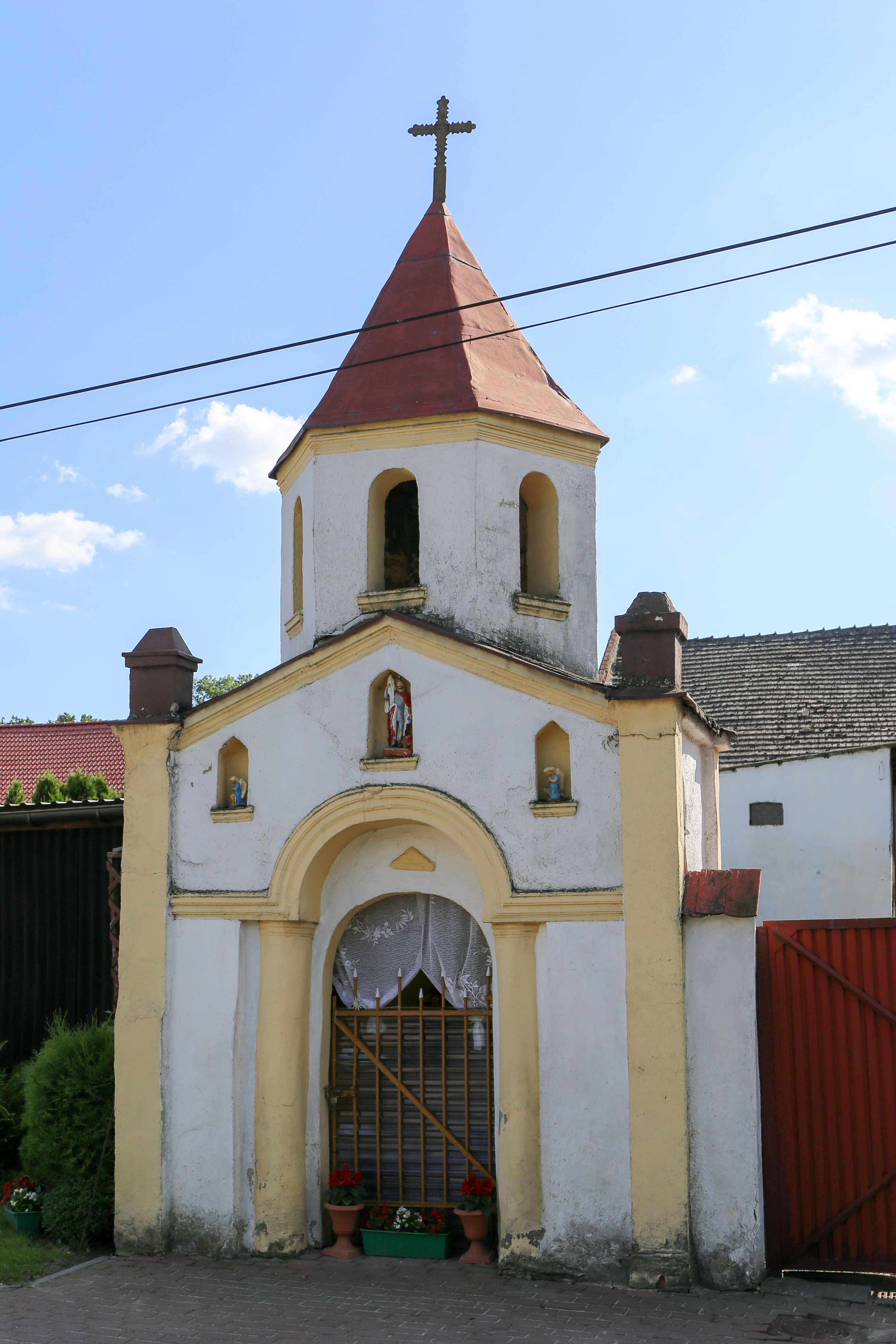
Glockenkapelle

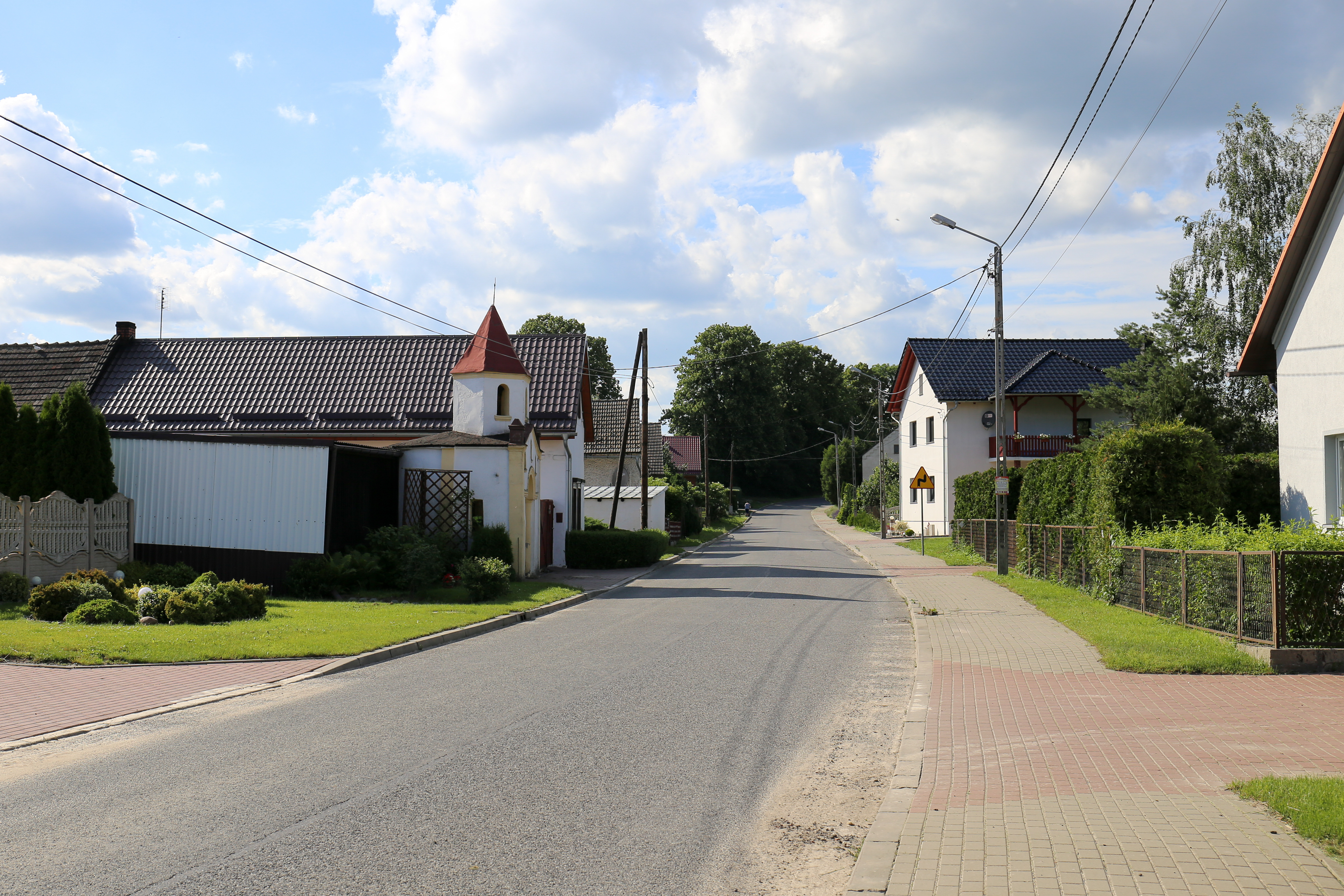
Ortspartie

Der Ort wurde 1512 erstmals als Sczytuow erwähnt.
Nach dem Ersten Schlesischen Krieg 1742 fiel Tscheidt mit dem größten Teil Schlesiens an Preußen.
Nach der Neuorganisation der Provinz Schlesien gehörte die Landgemeinde Tscheidt  ab 1816 zum Landkreis Cosel im Regierungsbezirk Oppeln. 1845 bestanden im Dorf ein Schloss, ein Vorwerk und 27 Häuser. Im gleichen Jahr lebten in Tscheidt 177 Menschen, davon zwei evangelisch. 1861 zählte der Ort 275 Einwohner, einen Kretscham, 18 Gärtner- und 6 Häuslerstellen. Eingeschult und eingepfarrt waren die Bewohner nach Matzkirch. 1874 wurde der Amtsbezirk Tscheidt gegründet, welcher die Landgemeinden Dobroslawitz, Matzkirch und Tscheidt und die Gutsbezirke Dobroslawitz, Matzkirch und Tscheidt umfasste. Erster Amtsvorsteher war der Rittergutsbesitzer Speier von Hauenschild in Tscheidt.
Bei der Volksabstimmung in Oberschlesien am 20. März 1921 stimmten in Tscheidt 186 Personen für einen Verbleib bei Deutschland und 3 für Polen. Tscheidt verblieb wie der gesamte Stimmkreis Cosel beim Deutschen Reich. 1933 zählte der Ort 292 Einwohner. Am 8. Mai 1936 wurde der Ort in Maxwaldau umbenannt. 1939 zählte Maxwaldau 270 Einwohner. Bis 1945 gehörte der Ort zum Landkreis Cosel.
1945 kam der bisher deutsche Ort unter polnische Verwaltung, wurde in Szczyty umbenannt und der Woiwodschaft Schlesien angeschlossen. 1950 wurde Szczyty der Woiwodschaft Oppeln zugeteilt. 1999 wurde es Teil des wiedergegründeten Powiat Głubczycki.

## Sehenswürdigkeiten
- Das Schloss Tscheidt (poln. Kościół Nawiedzenia NMP) wurde im 19. Jahrhundert errichtet. Das Schloss war bis 1945 im Besitz der Familie von Hauenschild.[8]
- Steinerne Wegekapelle mit Glockenturm
- Steinerne Wegekapelle

## Persönlichkeiten
- Max Waldau (1825–1855), deutscher Schriftsteller, verstarb in Tscheidt
- Eduard von Liebert (1850–1934),  preußischer Offizier, Gouverneur von Deutsch-Ostafrika und Mitglied des Reichstages, verstarb in Tscheidt